# 高柠檬酸合酶
在生物化學領域，高柠檬酸合酶（Homocitrate synthase）是一種可催化高柠檬酸（2-羟基-1,2,4-三羧酸）合成的酶。催化如下化学反应：
乙酰CoA + H2O + α-酮戊二酸 {\displaystyle \rightleftharpoons } (R)-2-羟基-1,2,4-三羧酸 + CoA
在一些真菌和特定古生菌中，高柠檬酸合酶摧化赖氨酸生物合成中的第一步，也是关键的一步反应。高柠檬酸合酶是由两个相同的亚基组成，靠氮和碳末端的域交换稳定结构，氮末端的催化域由TIM桶折叠组成，底物在二价金属离子的协助下通过氢键与活性部位相连。碳末端结构域由α/β结构组成，在高柠檬酸合酶与一个底物结合后，一个由碳末端结构域组成的盖子模序阻碍了底物与相邻单体活性部位的结合。在酶结合两个底物分子后，这个盖子模序就消失了。这说明酶可以通过改变表面的柔性来调节底物与活性部位的结合。无论在体内还是体外，活性位点的变异导致底物与酶结合的减弱与酸碱催化活性的减弱。
一些物种通过不同的代谢途径合成赖氨酸。在植物和大部分细菌中，赖氨酸是通过二氨基庚二酸盐途径合成的，酵母和其他真菌，包括人类寄生虫和一些特定的古生菌利用氨基己二酸途径合成赖氨酸。因为人不能合成赖氨酸，所以抑制真菌氨基己二酸途径的小分子可以作为广谱抗真菌药物，这在临床上有很大的应用潜力。特别对于免疫缺陷的患者，比如艾滋病、癌症、器官移植患者，他们感染真菌的概率很高。
氨基己二酸途径包括八步酶反应，高柠檬酸合酶催化第一步反应，也是关键的一步反应。它的功能是将乙酰辅酶A上的乙酰基转移到酮戊二酸上，同时形成辅酶A和高柠檬酸。动力学研究表明这个反应是有序双双反应，酮戊二酸首先与酶结合，再与乙酰辅酶A 结合，完成反应后，依次释放产物辅酶A和高柠檬酸。推测它的反应机理和三羧酸循环中柠檬酸合酶的催化机理相似，都是通过酶的酸碱催化实现混合羟醛的克莱森缩合。通过分析结核分枝杆菌的异丙基苹果酸合酶的晶体结构，可以更好的理解高柠檬酸合酶的作用机理。两种酶属于同一家族，催化的反应也类似——异丙基苹果酸合酶催化亮氨酸合成途径中的一步反应，即催化异戊酸和乙酰辅酶A生成异丙基苹果酸和辅酶A。根据异丙基苹果酸合酶的结构，对高柠檬酸合酶的lys20进行了突变和动力学的研究。结果显示谷氨酸-组氨酸催化二连体负责第一步催化反应中乙酰辅酶A乙酰基的去质子化。但是因为缺少高柠檬酸合酶的晶体数据，无法确定负责催化和结合的残基，也就无法获知其催化和调节机制。
Bulfer, S. L.获得了从裂殖酵母中提取的高柠檬酸合酶的结晶以及两个不同酶-底物复合物的结晶。一种酶-底物复合物的晶体结构中有一个盖子模序，它阻碍了底物靠近TIM桶中的活性位点，调控底物与酶的结合。稳态动力学分析和活性位点突变显示盖子残基对结合和催化的影响。
扩增从裂殖酵母基因获得的高柠檬酸合酶基因，然后转移到载体pHIS2上，这个载体在氮末端有his6 标签，并包含烟草花叶病毒蛋白酶裂解位点。突变体通过QuikChange直接位点突变工具包实现突变，并由DNA测序予以确定。
0.1 mM异丙基 -D-1-硫代半乳糖苷诱导，高柠檬酸合酶在大肠杆菌Rosetta2中过量表达，在18摄氏度条件下培养过夜。细胞用超声波处理后加入5mg溶菌酶裂解，裂解液用Co(II)的固定化金属亲和层析柱（用于结晶）或Zn(II)交换的固定化亲和金属层析纯化（用于动力学研究），上样之前，首先用pH=7,50mM磷酸缓冲液，包含500mM NaCl，5mM巯基乙醇的上样缓冲液平衡，用0-500mM的咪唑溶液线性洗脱。His6标签在用pH=8，50mM磷酸盐缓冲液包含150mMNaCl和5mM巯基乙醇透析过夜时被烟草花叶病毒蛋白酶除去，烟草花叶病毒蛋白酶用5ml 亲和层析柱作用一小时除去。高柠檬酸合酶用凝胶过滤层析（Superdex 200）进一步纯化，用pH=9，25mM tris 包含50mM NaCl， 1mM三（2 -羧乙基）膦的溶液洗脱。纯化后，蛋白用SDS-PAGE检测纯度。在一些情况下，高柠檬酸合酶在凝胶过滤前用10mMEDTA处理，以除去金属离子。突变型高柠檬酸合酶纯化过程和野生型相同。
硒甲硫高柠檬酸合酶用Doublie描述的方法制备，纯化方法同野生型。硒甲基原酶的结晶在100 mM HEPES；pH 6.8-7.2； 200 mM 醋酸镁；16-25%聚乙二醇 400；24摄氏度；24mg/ml 硒甲基原酶的条件下进行，得到了衍射数据并进行了优化。在优化过程中发现高柠檬酸合酶并不是一个完美的二聚体，由于晶体学二重轴被强制地适应二聚体分子二重轴的准对称性，掩盖了两个单体之间的微小差异。高柠檬酸合酶与底物结合，盖子模序呈现关闭状态，晶体是通过20 mg/ml EDTA处理高柠檬酸合酶后在1mM Zn(II)和 50 mM底物存在条件下获得的。而高柠檬酸合酶与底物结合，盖子模序呈的关闭状态的晶体是在24 mg/mL高柠檬酸合酶 和50 mM底物条件下生长的。
高柠檬酸合酶包含418个残基，通过硒甲硫单波长异常衍射达到2.7埃的分辨率，用分子置换达到优化晶体的目的，达到了2.24埃的分辨率。有两种不同的盖子模序（320-333）覆盖活性位点，分别称为开和关构象。在关构象中，盖子模序在电子密度图中清晰可见，并阻塞了活性位点，在开构象中，这个盖子模序消失了，活性位点暴露在溶剂中。此外，酶可与有两种二价金属离子结合，硒甲硫固定相晶体的同步辐射X射线荧光扫描发现有钴的存在，这是在Co(II) 金属亲和层析纯化步骤中引入的。和锌结合的高柠檬酸合酶-底物复合物中关的盖子模序是通过用EDTA螯合钴离子，然后在结晶过程中加入1-2mM的锌离子实现的。在动力学研究中，使用的酶是通过Zn(II) 金属亲和层析纯化的，这是因为高分辨率电感耦合等离子体质谱的结果说明，天然的酶含有87%+-5%的锌。
高柠檬酸合酶的晶体结构显示该酶是由一个紧密相连的同型二聚体组成，单体是由氮末端的催化域和碳末端的螺旋折叠混合域组成，氮末端域（1-300残基）由一个标准的TIM桶（35-300）组成，还包含一些二级结构单元的插入。酶和底物的复合物中，氮末端（1-34残基）形成一个短的β-股。在TIM桶内，一些短的α螺旋分布。
高柠檬酸合酶的碳末端有两个不同的亚域构成，由一个两股的反平行β折叠，一个两股平行的β折叠和三个连续的310螺旋构成。
催化是通过多醛克莱森缩合反应进行的。首先2-酮戊二酸和乙酰辅酶A与酶的有序结合在酶上，形成三元复合物，乙酰辅酶A的乙酰基团在碱的催化下去质子化，形成烯醇化物。这个烯醇化物作为亲核试剂攻击2-酮戊二酸的二号碳原子，在酸催化下生成醇盐的中间化合物。随后在水分子的作用下，硫酯键被水解，生成辅酶A和高柠檬酸。